# Diocesi di Leeds (Chiesa cattolica)
La diocesi di Leeds (in latino Dioecesis Loidensis) è una sede della Chiesa cattolica in Inghilterra suffraganea dell'arcidiocesi di Liverpool. Nel 2023 contava 170.830 battezzati su 2.150.530 abitanti. È retta dal vescovo Marcus Stock.

## Territorio
La diocesi comprende parte dello Yorkshire e Humber in Inghilterra.
Sede vescovile è la città di Leeds, dove si trova la cattedrale di Sant'Anna.
Il territorio è suddiviso in 81 parrocchie.

## Storia
La diocesi è stata eretta da papa Leone XIII il 20 dicembre 1878 con il breve Quae ex hac, in seguito alla divisione della diocesi di Beverley, che copriva l'intero territorio dello Yorkshire: a sud del fiume Ouse la presente diocesi, e a nord del medesimo fiume la diocesi di Middlesbrough. La città di York si trovò divisa tra le due nuove diocesi, e solo nel 1982 tutte le parrocchie cittadine sono state riunite sotto la giurisdizione di Middlesbrough. Originariamente era suffraganea dell'arcidiocesi di Westminster.
Dal 1900 al 1904 fu costruita la nuova cattedrale di Sant'Anna, che sostituiva la precedente cattedrale, dedicata anch'essa a Sant'Anna, demolita sul finire dell'Ottocento. Questa chiesa aveva ottenuto il titolo di cattedrale e il suo capitolo di canonici con il breve A Venerabili di Leone XIII del 23 settembre 1879.
Il 28 ottobre 1911 la diocesi è entrata a far parte della provincia ecclesiastica di Liverpool.
Il 30 maggio 1980 ha ceduto una porzione del suo territorio a vantaggio dell'erezione della diocesi di Hallam.

## Cronotassi dei vescovi
Si omettono i periodi di sede vacante non superiori ai 2 anni o non storicamente accertati.
- Robert Cornthwaite † (20 dicembre 1878 - 16 giugno 1890 deceduto)
- WIlliam Gordon † (16 giugno 1890 succeduto - 7 giugno 1911 deceduto)
- Joseph Robert Cowgill † (7 giugno 1911 succeduto - 12 maggio 1936 deceduto)
- Henry John Poskitt † (19 agosto 1936 - 19 febbraio 1950 deceduto)
- John Carmel Heenan † (27 gennaio 1951 - 2 maggio 1957 nominato arcivescovo di Liverpool)
- George Patrick Dwyer † (3 agosto 1957 - 5 ottobre 1965 nominato arcivescovo di Birmingham)
- William Gordon Wheeler † (25 aprile 1966 - 12 luglio 1985 ritirato)
- David Every Konstant † (12 luglio 1985 - 7 aprile 2004 dimesso)
- Arthur Roche (7 aprile 2004 succeduto - 26 giugno 2012 nominato segretario della Congregazione per il culto divino e la disciplina dei sacramenti)
  - Sede vacante (2012-2014)
- Marcus Stock, dal 15 settembre 2014

## Statistiche
La diocesi nel 2023 su una popolazione di 2.150.530 persone contava 170.830 battezzati, corrispondenti al 7,9% del totale.
| anno | popolazione | popolazione | popolazione | presbiteri | presbiteri | presbiteri | presbiteri                | diaconi | religiosi | religiosi | parrocchie |
| anno | battezzati  | totale      | %           | numero     | secolari   | regolari   | battezzati per presbitero | diaconi | uomini    | donne     | parrocchie |
| ---- | ----------- | ----------- | ----------- | ---------- | ---------- | ---------- | ------------------------- | ------- | --------- | --------- | ---------- |
| 1950 | 179.000     | 3.354.395   | 5,3         | 338        | 284        | 54         | 529                       |         | 59        | 761       | 141        |
| 1970 | 258.284     | 3.641.228   | 7,1         | 372        | 310        | 62         | 694                       |         | 67        | 742       | 182        |
| 1980 | 269.500     | 3.655.000   | 7,4         | 363        | 298        | 65         | 742                       | 4       | 76        | 779       | 187        |
| 1990 | 192.800     | 2.169.000   | 8,9         | 229        | 195        | 34         | 841                       | 5       | 38        | 313       | 129        |
| 1999 | 172.474     | 2.200.000   | 7,8         | 205        | 194        | 11         | 841                       | 19      | 16        | 212       | 130        |
| 2000 | 166.958     | 2.000.000   | 8,3         | 197        | 187        | 10         | 847                       | 19      | 12        | 199       | 125        |
| 2001 | 157.957     | 2.000.000   | 7,9         | 193        | 185        | 8          | 818                       | 19      | 11        | 192       | 124        |
| 2002 | 155.035     | 2.000.000   | 7,8         | 195        | 186        | 9          | 795                       | 21      | 11        | 176       | 124        |
| 2003 | 155.035     | 2.000.000   | 7,8         | 196        | 185        | 11         | 790                       | 21      | 14        | 172       | 124        |
| 2004 | 154.957     | 2.000.000   | 7,7         | 203        | 187        | 16         | 763                       | 24      | 18        | 191       | 124        |
| 2013 | 157.766     | 2.068.000   | 7,6         | 182        | 175        | 7          | 866                       | 24      | 13        | 136       | 86         |
| 2016 | 167.151     | 2.095.000   | 8,0         | 156        | 147        | 9          | 1.071                     | 23      | 11        | 115       | 86         |
| 2019 | 168.000     | 2.115.000   | 7,9         | 158        | 145        | 13         | 1.063                     | 22      | 15        | 103       | 82         |
| 2021 | 169.440     | 2.133.000   | 7,9         | 145        | 130        | 15         | 1.168                     | 21      | 18        | 106       | 81         |
| 2023 | 170.830     | 2.150.530   | 7,9         | 142        | 125        | 17         | 1.203                     | 24      | 20        | 90        | 81         |